# Doros profuges
Doros profuges је инсект из реда двокрилаца и породице осоликих мува.

## Распрострањење
Ово је палеарктичка врста осолике муве. Присутна је у већем делу Европе и у Азији. У Србији подаци нису чести, постоји у Војводини и источној Србији. Насељава листопадне шуме, као и ливаде са жбунастом вегетацијом.

## Опис
Величина ове осолике муве је 11 - 13 мм. Спада међу крупније Syrphidae која личи на осу. Издуженог је тела и тамне ивице крила. Абдомен са 3 жуте траке, грудни кош црн са жутим тракама са стране. Период лета је кратак - од краја маја до јуна (јул на већим надморским висинама). Верује се да током развића има везе са мравима (мирмекофилија). Биологија и екологија Doros profuges није детаљно истражена.

## Синоними
- Bacchiopsis vespiformis Matsumura, 1916
- Doros bipunctatus Mik, 1885
- Doros conopeus Zeller, 1842
- Musca conopsea Gmelin, 1790
- Musca profuges Harris, 1780
- Musca profugus Harris, 1782
- Syrphus coarctatus Panzer, 1797